# Mythicomycetaceae
Mythicomycetaceae Vizzini, Consiglio & M. Marchetti – rodzina grzybów znajdująca się w rzędzie pieczarkowców (Agaricales).

## Systematyka
Pozycja w klasyfikacji według Index Fungorum: Agaricales, Agaricomycetidae, Agaricomycetes, Agaricomycotina, Basidiomycota, Fungi.
Takson ten utworzyli w 1986 r. Alfredo Vizzini, Giovanni Consiglio i Mauro Marchetti.
Do rodziny Mythicomycetaceae według Dictionary of the Fungi należą rodzaje:
- Mythicomyces Redhead & A.H. Sm. 1986
- Stagnicola Redhead & A.H. Sm. 1986

Nazwy naukowe wg Dictionary of the Fungi